# Gilberto di Clare, I conte di Pembroke
Gilberto fitz Gilbert di Clare, primo conte di Pembroke (Tonbridge, 1100 circa – 6 gennaio 1148), è stato un nobile normanno.
Gilberto di Clare era figlio di Gilberto Fitz Richard di Clare e Alice di Claremont. Giovane, era senza terre e ricchezze proprie, ma era strettamente imparentato con uomini molto potenti, in particolare con i suoi zii Walter di Clare e Ruggero di Clare.
Nel 1136 Gilberto di Clare condusse una spedizione contro Exmes e incendiò parte della città, compresa la chiesa di Notre Dame, ma fu attaccato dalle forze di Guglielmo I di Ponthieu e fuggì dalla mischia risultante solo dopo aver subito pesanti perdite. Gilberto era un barone, cioè un tenens in capite in Inghilterra, ed ereditò le proprietà dei suoi zii paterni, Ruggero e Walter, che comprendevano le baronie e i castelli di Bienfaite e Orbec in Normandia. Possedeva la signoria di Nether Gwent e il castello di Striguil (poi Chepstow). Il re Stefano lo fece conte di Pembroke e gli diede il rape e il castello di Pevensey.
Dopo la sconfitta di Stefano a Lincoln il 2 febbraio 1141, Gilberto era tra coloro che si riunirono all'imperatrice Matilde quando riprese Londra nel mese di giugno, poi si spostò a Canterbury per la nuova incoronazione di Stefano, alla fine del 1141. Si unì poi assieme a molti altri nobili alla causa di Goffredo il bello, reduce da una serie di vittorie in Normandia, contro Stefano, ma quando  il potere di Stefano si rinsaldò, aderì di nuovo alla causa legittimista ed accompagnò Stefano all'assedio di Oxford alla fine del 1142. Nel 1147 si ribellò quando Stefano rifiutò di dargli i castelli ceduti dal nipote Gilberto, primo conte di Hertford; di conseguenza il re marciò verso il castello più vicino appartenente a Clare, e quasi lo catturò. Tuttavia, sembra che il conte si fosse riconciliato con Stefano prima della sua morte l'anno successivo.